# Petições francesas contra a idade de consentimento
Entre 1977 e 1979, enquanto era debatida uma reforma do código penal no parlamento francês, diversos intelectuais assinaram petições e cartas abertas para exigir a abolição da idade de consentimento. A mais notável, publicada pelo jornal Le Monde o 26 de janeiro de 1977, e reproduzida também por Libération, titulava-se Lettre ouverte sur la révision de la loi sur les délits sexuels concernant les mineurs [Carta aberta sobre a revisão da lei sobre ofensas sexuais envolvendo menores] e era redactada em apoio de três cidadãos franceses que compareceram no Tribunal de Versalhes acusados de "atentados ao pudor sem violência sobre menores de menos de 15 anos" (idade de consentimento na França) e por terem fotografado os seus parceiros. Dois deles estavam em prisão preventiva desde 1973, fato que a carta qualifica de "escandaloso". O texto afirma que as crianças não sofreram "violência nenhuma" e que as relações foram "consensuais", e acrescenta: "Se uma garota de 13 anos tem direito à pílula [anticoncepcional], por que fazer isto?" e "três anos por uns beijos e umas carícias, é suficiente!".

## Petição de 1977 dirigida ao Parlamento francês
Em 1977 foi dirigida uma petição ao Parlamento que solicitava a derrogação de vários artigos da lei sobre idade de consentimento e a despenalização de todas as relações consentidas entre adultos e menores de 15 anos (idade de consentimento na França).
O documento, titulado Lettre ouverte sur la révision de la loi sur les délits sexuels concernant les mineurs [Carta aberta sobre a revisão da lei sobre ofensas sexuais envolvendo menores], foi assinada pelos filósofos Michel Foucault, Gilles Deleuze, Jacques Derrida, Louis Althusser, Jean-Paul Sartre, Simone de Beauvoir e André Glucksmann, pelo filósofo e semiólogo Roland Barthes, pelo romancista e ativista pelos direitos dos homossexuais Guy Hocquenghem, pelo advogado e professor de direito Jean Danet, pelo escritor e cineasta Alain Robbe-Grillet (eleito para a Académie française em 2004), o escritor Philippe Sollers, a pediatra e psicanalista de meninos Françoise Dolto e por outras pessoas pertencentes a diversas correntes políticas.

### Relatório de sinaturas
| - Alain Robbe-Grillet - André Glucksmann - Françoise Dolto - Guy Hocquenghem - Jacques Derrida - Jean Danet | - Jean-Paul Sartre - Louis Althusser - Michel Foucault - Gilles Deleuze - Roland Barthes - Simone de Beauvoir |

- e pessoas pertencentes a diversas tendências políticas.[3]

## Debate na rádio de Paris
O 4 de abril de 1978 foi emitido pela rádio de Paris um debate em profundidade entre Michel Foucault, Jean Danet e Guy Hocquenghem, no qual eles explicaram as suas razões a favor da abolição da idade de consentimento, contra a qual haviam assinado a petição de 1977. Esta conversação foi publicada em francês com o título La loi de la pudeur, e mais tarde em inglês com o título Sexual Morality and the Law, e foi reimpressa posteriormente, nessa última língua, com o título The Danger of Child Sexuality.

## Cartas abertas publicadas nos jornais franceses

### Le Monde– 26 de janeiro de 1977
Uma carta aberta foi publicada no jornal Le Monde, na véspera do processo contra três cidadãos franceses, DeJager Bernard, Jean Claude-Jean e Gallien Burckhardt, todos acusados de ter tido relações sexuais com meninos e meninas entre 13 e 14 anos. Dois deles estavam em prisão preventiva desde o ano 1973, fato para o qual a carta se refere e que qualifica como "escandaloso".
A carta foi assinada por 69 pessoas, incluindo Jack Lang (que mais tarde foi ministro da cultura e ministro da educação na França), Bernard Kouchner (que foi ministro da saúde na França e cofundador de Médicos Sem Fronteiras), Michel Bon (ex-presidente-diretor geral e presidente do conselho de administração de Carrefour e France Télécom e antigo vice-presidente do Instituto Pasteur) e intelectuais famosos como Jean-Paul Sartre, Simone de Beauvoir, Gilles Deleuze, Roland Barthes, André Glucksmann e Guy Hocquenghem, e também nove especialistas – cinco psiquiatras, um médico, um psicólogo, um psicanalista e um especialista em ciências sociais.
O documento declara que há uma desproporção entre a qualificação dos seus atos como crime e a natureza dos fatos pelos quais eles são acusados, e também uma contradição, pois na França os adolescentes são plenamente responsáveis de seus atos a partir dos 13 anos. O texto também afirma que se as meninas de 13 anos têm o direito de se administrar a pílula contraceptiva na França, elas também devem ter a capacidade para darem seu consentimento.

### Le Monde– Relatório completo das 69 assinaturas
Relatório completo de nomes:
| - Alain Cuny - André Glucksmann - Anne Querrien - Bernard Dort - Bernard Kouchner - Bernard Muldworf (psiquiatra) - Bertrand Boulin - Catherine Millet - Catherine Valabrègue - Christian Hennion (jornalista) - Christiane Rochefort - Claire Gellman (psicólogo) - Claude d’Allonnes - Copi - Daniel Guérin - Danielle Sallenave - Dionys Mascolo - Fanny Deleuze - Félix Guattari - Francis Ponge - François Châtelet - François Régnault - Françoise d'Eaubonne | - Françoise Laborie - Gabriel Matzneff - Georges Lapassade - Gérard Soulier - Gérard Vallès (psiquiatra) - Gilles Deleuze - Gilles Sandier - Grisélidis Réal - Guy Hocquenghem - Hélène Védrine - Jack Lang - Jacques Henric - Jean-François Lyotard - Jean-Louis Bory - Jean-Luc Henning - Jean-Marie Vincent - Jean-Michel Wilheim - Jean-Paul Sartre - Jean-Pierre Colin - Jean-Pierre Faye - Judith Belladona - Louis Aragon - Madeleine Laïk | - Marc Pierret - Marie Thonon - Maurice Erne (psiquiatra) - Michel Bon (psicosociólogo) - Michel Cressole - Michel Leyris - Négrepont - Olivier Revault d'Allonnes - Patrice Chéreau - Philippe Gavi - Philippe Sollers - Pierre-Edmond Gay (psicanalista) - Pierre Guyotat - Pierre Hahn - Pierre Samuel - Pierrette Garrou (psiquiatra) - Raymond Lepoutre - René Schérer - Robert Gellman (psiquiatra) - Roland Barthes - Simone de Beauvoir - Victoria Therame - Vincent Montail |

### Libération– Março 1979
Uma carta similar, mas mais propensa à polêmica, foi publicada no jornal Libération em 1979, em apoio de Gerard R., acusado de um delito sexual sobre crianças e que estava à espera de julgamento cerca de dezoito meses. Foi assinada por 63 pessoas, incluindo Pascal Bruckner, Georges Moustaki e Christiane Rochefort. A carta relata que Gerard R. convive com crianças de 6 a 12 anos, "cuja aparência radiante mostra aos olhos de todos, inclusive seus pais, a felicidade que elas encontram nele". Essa carta foi reproduzida depois pelo jornal L'Express do 7 de março de 2001.